# Khalid Meshal
Khalid  (em árabe, خالد مشعل; Silwad, Ramallah, maio de 1956) é um político palestino que atuou como Presidente político do Hamas de 1996 até maio de 2017, onde foi sucedido por Ismail Haniyeh. Ele foi considerado um dos líderes mais proeminentes do Hamas desde a morte de Ahmed Yassin, ao lado de Ismail Haniyeh.

## Atentado contra Meshal
Quando dirigia o ramo jordaniano da organização, em 25 de setembro de 1997, durante o governo do premier Benjamin Netanyahu, Meshal foi alvo de um atentado por parte do Mossad. Dois agentes do serviço secreto israelense entraram em Amã (Jordânia) com passaportes canadenses e conseguiram injetar uma substância tóxica no seu corpo. Os espiões fugiram, mas seus guarda-costas conseguiram agarrá-los na rua. A polícia prendeu o grupo, a ação foi descoberta.
Inicialmente, o gabinete de Netanyahou recusou-se a enviar o antídoto. Furioso, o rei Hussein da Jordânia ameaçou enforcar os agentes do Mossad, se Israel não o fornecesse imediatamente. Sob pressão do governo Clinton e diante da repercussão midiática da operação, o governo israelense cedeu e, para recuperar seus dois agentes, além do antídoto, liberou o sheik Ahmed Yassin, fundador e líder espiritual do Hamas, que se encontrava preso em Israel.

## Meshal e Arafat
Meshal criticou o antigo presidente da Autoridade Palestina, Yasser Arafat, e recusou-se a atender seus pedidos de cessar-fogo contra Israel. Apesar disso, Meshal compareceu aos funerais de Arafat no Cairo em 12 de novembro de 2004.
Em 9 de dezembro de 2005, referindo-se à trégua do ano de 2005 que estava por terminar, declarou diante de uma multidão reunida em Damasco: 
Nós não prolongaremos a trégua e nosso povo deve preparar-se para uma retomada do conflito armado.

## Eleições legislativas de 2006
Após a vitória do Hamas nas eleições legislativas palestinas de 2006, declara que o Hamas não tem nenhuma intenção de se desarmar e que desejaria que as diferentes facções palestinas formem um exército unificado que para proteger seu povo contras agressões.
Em fevereiro do mesmo ano, Meshal declarou a um jornal queː
Se Israel reconhecer nossos direitos, e se comprometer a retirar-se de todos os territórios ocupados, o Hamas - e com ele o conjunto do povo palestino - decidirão pôr fim à resistência armada.
Pouco depois, em março, Meshal tomou conhecimento de plano proposto pelo premiê interino de Israel, Ehud Olmert, que consistia em definir, unilateralmente, até 2010, as fronteiras israelenses. Diante da proposta, Meshal declarou: 
Não se trata de um plano de paz mas de uma declaração de guerra.
Segundo ele, tal plano permitiria a Israel permanecer em grande parte da Cisjordânia, mantendo o muro e as colônias israelenses nos territórios ocupados, além de não fazer nenhuma concessão relativa ao setor oriental de Jerusalém e de recusar o direito de retorno aos Palestinos.
No entanto, em 10 de janeiro de 2007, Meshal reconhece a existência do Estado de Israel, ao declarar: 
Permanecerá um Estado chamado Israel, isto é um fato. O problema não é a existência de um ente chamado Israel. O problema é que o Estado palestino não existe.